# Cybaeopsis euopla
Cybaeopsis euopla là một loài nhện trong họ Amaurobiidae.
Loài này thuộc chi Cybaeopsis. Cybaeopsis euopla được miêu tả năm 1935 bởi Bishop & Crosby.